# Pluradent

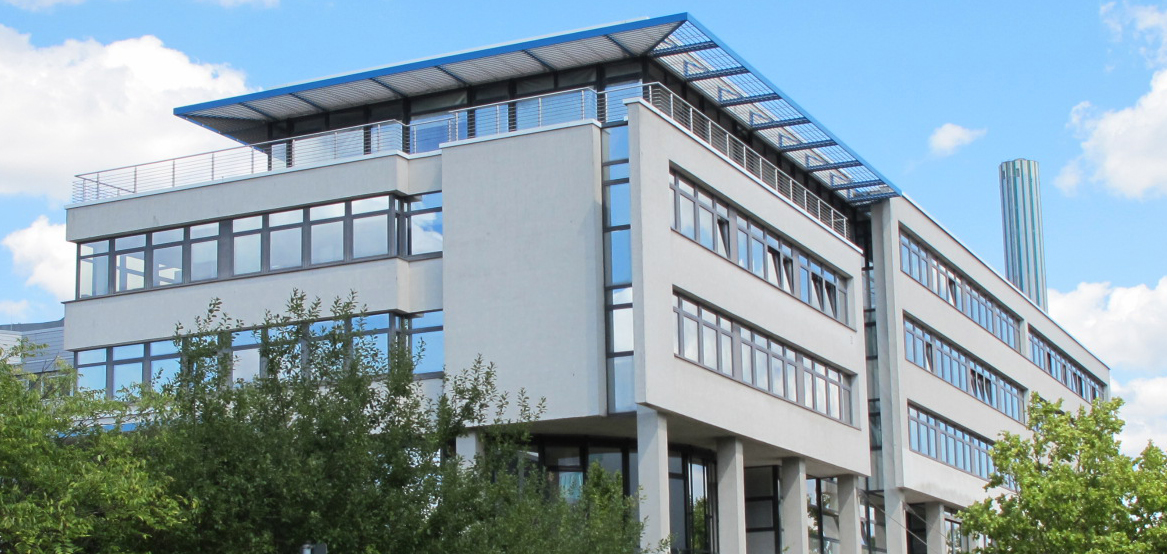
Zentrale des Unternehmens Pluradent in Offenbach

Die Pluradent GmbH & Co. KG war eine in Europa tätige Unternehmensgruppe, die Produkte und Dienstleistungen für Zahnärzte und Zahntechniker anbot. Mit einem Umsatz von 305 Millionen Euro im Geschäftsjahr 2015/2016 gehörte das Unternehmen zu den größten Händlern der europäischen Gesundheitsbranche.

## Geschichte
Im Jahr 2000 schlossen sich die drei Dental-Depots Deuker & Neubauer (gegründet 1963 mit Sitz in Kassel), Emil Huber (gegründet 1915 mit Sitz in Karlsruhe) und Neubauer Dental (gegründet 1936 mit Sitz in Offenbach) zusammen und gründeten die Pluradent. In den darauf folgenden Jahren schlossen sich mit Dentaldepot Carl Huxhol, Dentaldepot Peter Klein, Dentaldepot Otto Schumann, Dentaldepot Wegesend und Dentaldepot Wilke fünf weitere Unternehmen der Pluradent GmbH & Co. KG an.
Mit der Gründung der Pluradent Austria GmbH, die durch die Mehrheitsbeteiligung an der Erich Nagele GmbH und die Integration der Handelsgesellschaft Karl Schaffer Zahnwaren-Großhandlung KG sowie der Austrodent Handelsgesellschaft m.b.H. erfolgte, wurde der Grundstein für die Betreuung der Zahnarztpraxen und Dentallabors in Österreich gelegt.
Seit 2016 war die Pluradent Gruppe mehrheitlich am polnischen Dentalfachhandelshaus Meditrans beteiligt. Es ist eines der führenden Dentalfachhandelsunternehmen in Polen und vertreibt seit 1991 zahnärztliche Verbrauchsmaterialien und Geräte. Zum Kundenstamm zählen Zahnarztpraxen, Dentallabore sowie Handelsorganisationen. Das Unternehmen beschäftigt rund 90 Mitarbeiter und bietet ein Sortiment von mehr als 30.000 Produkten.
Die Pluradent-Gruppe setzte sich aus verschiedenen Unternehmen zusammen. Die Pluradent GmbH & Co. KG als Muttergesellschaft übernahm die Aufgabe des klassischen Fachhändlers und bot Produkte und verschiedene Dienstleistungen für Zahnärzte und Zahntechniker an. Die Töchter ergänzten das Angebot. So übernahm die Tochtergesellschaft GLS GmbH & Co KG mit Sitz in Kassel die Materiallogistik.

## Insolvenz
Die unter der alten Firmierung handelnde Pluradent AG & Co. KG beantragte am 25. Februar 2020 beim Amtsgericht Offenbach am Main eine Insolvenz in Eigenverwaltung, um eine drohende Zahlungsunfähigkeit abzuwenden. Die Amtsgerichte Offenbach und Kassel hoben die Insolvenzverfahren in Eigenverwaltung für die Pluradent und die GLS Logistik am 31. Juli 2020 auf. Pluradent war bilanziell entschuldet, beide Unternehmen ließen damit die Insolvenzphase hinter sich und blieben als sanierte Rechtsträger (umfirmiert als  GmbH & Co KG) erhalten.
Aufgrund einer erneuten Insolvenz wurde die Pluradent-Gruppe 2023 von dem Dental Depot Dental Bauer übernommen und nach der Fusion aufgelöst.

## Belege
1. ↑  zwp-online.info
2. ↑  Dentalhändler Pluradent ist bilanziell entschuldet: Nach Eigenverwaltung folgt der Neustart auf pi.dental-online-channel.com
3. 1 2 3  Konzernabschluss zum Geschäftsjahr vom 1. April 2015 bis zum 31. März 2016. In: Bundesanzeiger. Abgerufen am 13. Juli 2017.
4. ↑  Plimsoll World Portfolio Analysis: The Medical Device Wholesalers (European) Industry. A comprehensive financial analysis of the top 30 companies. 2. Ausgabe. 2014.
5. ↑  Pluradent beantragt Insolvenz in Eigenverwaltung. In: dentalmarketing-magazin.de. 26. Februar 2020, abgerufen am 27. Februar 2020.
6. ↑  Neustart von Dentalhändler Pluradent. In: pluradent.de. 26. Februar 2020, archiviert vom Original am 30. September 2020; abgerufen am 5. August 2020.  Info: Der Archivlink wurde automatisch eingesetzt und noch nicht geprüft. Bitte prüfe Original- und Archivlink gemäß Anleitung und entferne dann diesen Hinweis.
7. ↑  Mitteilung über die Namensänderung Pluradent > dental bauer (Memento vom 21. März 2023 im Internet Archive). Im Original publiziert auf dentalbauer.de.